# 번개 6호

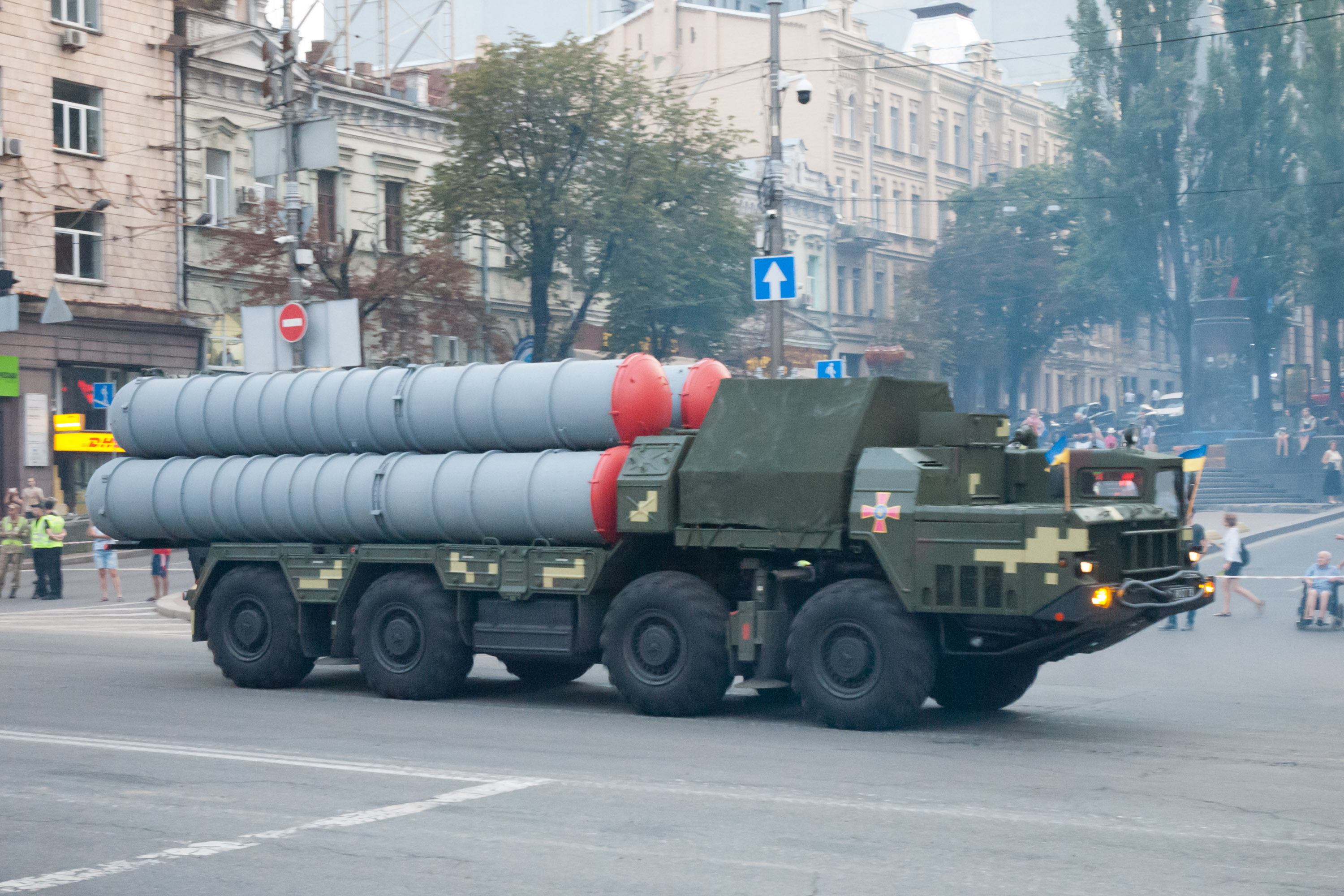
S-300 TEL. 발사관 크기가 작다.

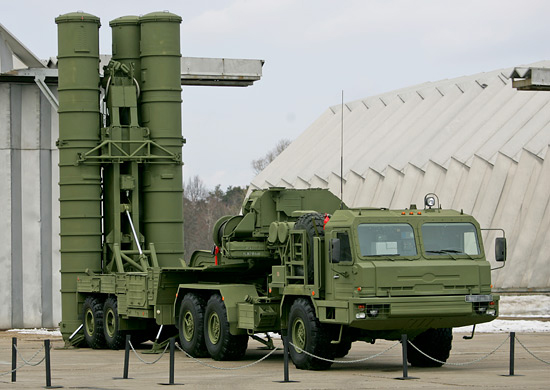
S-400 TEL. 발사관 크기가 크다.

번개 6호는 실체가 불분명한 북한의 대공 미사일이다. 아직 자세하게 보도된 적은 없다. 북한판 패트리어트 미사일이라는 번개 5호를 개량한 것이라는 주장이 있다.

## 역사
2012년 5월 , 김정은이 조선인민군 항공 및 반항공군 지도부를 시찰했다. 그 과정에서 청사에 전시된 트럭 형태의 대공미사일 모형이 공개되었다. 추후 한 언론에서 '번개 6호가 요격비행속도 마하 12, 사거리 400km, 요격고도 185km의 러시아 최신예 지대공 미사일 S-400에 견줄만한 무기체계라고 자랑한다는 주장'했고, 이후 SBS에서 이를 그대로 인용해 보도했다. 이를 실증할 다른 방법은 전혀 없고, 교차검증도 되지 않고 있다.
2020년 10월 10일, 조선로동당 창건일 열병식에 사거리 150 km 번개 5호(S-300)가 등장했는데, 전문가들은 기존보다 KN-06의 이동식발사차량(TEL)이 개량된 것으로 추정했다. 예전에는 트럭에 2발, 3발이었다가 이번에는 4발이 탑재되었다. 그러나 공개한 미사일이 사거리 150 km 번개 5호(S-300)인지, 사거리 400 km 번개 6호(S-400)인지는 불분명하다. 사진의 모양으로 보면 S-300으로 보기에는 너무 대형이었고, S-400 발사대와 바퀴 배치나 미사일 발사관 길이가 비슷했다.
예전의 열병식에서 나온 번개 5호의 미사일 길이는 4-5 m 정도였는데, 2020년 조선로동당 창건일에 나온 지대공 미사일 길이는 7-8 m 정도였다.
- 천궁 미사일, 길이 4.61 m, 사거리 40 km
- 9М96Е, 길이 4.75 m, 사거리 40 km
- 9М96M, 길이 5.65 m, 사거리 150 km
- 40N6E, 길이 7.5 m, 사거리 400 km

## S-400
S-300은 마하 8의 탄도미사일까지 요격이 가능하지만, S-400은 마하 14의 탄도미사일까지 요격이 가능하다.
S-300은 스텔스 전투기에 대한 요격이 힘들지만, S-400은 낮은 레이다 피탐지율(RCS, Radar Cross Section)의 스텔스 비행기, 예컨대 B-2 스피릿, F-117 나이트호크, F-35 등에 대해 더욱 뛰어난 탐지성능을 가지고 있으며, 소형 크루즈 미사일에 대한 대응기능이 향상되었다.

## 같이 보기
- 사드
- S-400 - 러시아판 사드